# Valotte
Valotte es el primer álbum de estudio de Julian Lennon. Fue publicado por Charisma Records en 1984. Fue producido por Phil Ramone y los ingenieros de grabación fueron Bradshaw Leigh y Pete Greene en los estudios Muscle Shoals, de Alabama, Bear Tracks, A&R, Clinton y The Hit Factory, en New York entre febrero y agosto de 1984.
El álbum incluye Valotte, el cual llegó al puesto 9 de Billboard en los Estados Unidos, y Too Late for Goodbyes, que llegó al puesto 1 de la lista de "Músicos Adultos Contemporáneos". A su vez, Julian Lennon obtuvo una nominación al premio Grammy como "Mejor Artista Nuevo". Valotte llegó al puesto 17 de Billboard y obtuvo la certificación de Disco de Oro.

## Título
El título se refiere al castillo francés Manor de Valotte, donde se compusieron las canciones para el
álbum en 1983.

## Canciones
Todas las canciones fueron compuestas por Julian Lennon, excepto Valotte, O.K. For You
y Jesse.
1. Valotte (Julian Lennon/Justin Clayton/Carlton Morales) - 4:15
2. O.K. For You (Julian Lennon/Justin Clayton/Carlton Morales/Carmello Luggeri)- 3:38
3. On The Phone - 4:42
4. Space - 4:22
5. Well I Don´t Know - 4:35
6. Too Late for Goodbyes - 3:30
(Incluye la participación de Martin Briley y Justin Clayton, en guitarras y Marcus Miller en bajo).
7. Lonely - 3:50
(Incluye la participación de Michael Brecker en saxofón).
8. Say You´re Wrong - 3:25
9. Jesse (China Burton) - 3:48
10. Let Me Be - 2:12